# Derecho soviético

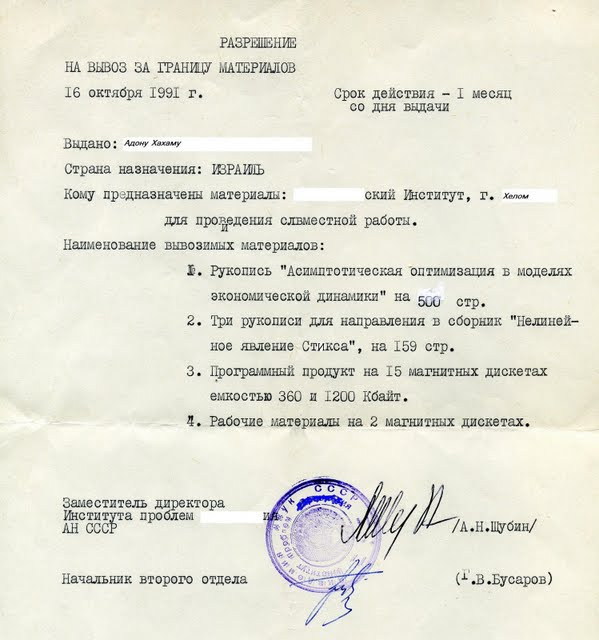
Permiso de censura de la URSS para la exportación de documentos.

El Derecho soviético es la legislación que desarrolló la Unión Soviética después de la Revolución de Octubre de 1917 hasta su disolución en 1991, sirviendo de modelo para la gran mayoría de los estados comunistas después de la Segunda Guerra Mundial.
El derecho soviético tiene algunas características de los sistemas del derecho de Europa Continental, incluyendo algunas reglas similares en su procedimiento y metodología.

## Historia e influencia del derecho soviético
El sistema legal de la Unión Soviética fue el principal modelo a seguir por los otros miembros de la familia soviética de sistemas legales, como Mongolia, la República Popular China (entre 1949 y 1960), los países del este de Europa, con excepción de Yugoslavia, Cuba y Vietnam, entre los más destacados. Este sistema legal fue desarrollado después de la Revolución rusa de 1917, utilizando el sistema básico del derecho continental europeo, que da preeminencia a la ley sobre la decisión judicial, con muchos elementos originados en la tradición legal rusa (que se remonta al siglo X con la Rus de Kiev) e influencias de la ley secular y canónica bizantina.
En 1917, las autoridades soviéticas formalmente repudiaron toda la legislación zarista e iniciaron el establecimiento de un sistema socialista, con el objetivo final de alcanzar el comunismo. Con este fin, en 1918 el Comité Ejecutivo Central Panruso promulgó una serie de decretos entre los cuales destacan el Decreto del 19 de febrero de 1918 acerca de la socialización de la tierra, el Decreto del 27 de abril de 1918 acerca de la abolición del derecho sucesorio y el Decreto del 20 de agosto de 1918 acerca de la abolición de la propiedad privada de los bienes inmuebles en las ciudades.
La vasta mayoría de los teóricos marxistas habían desarrollado asuntos políticos, económicos y sociológicos, pero no sobre legislación. Karl Marx únicamente se había pronunciado muy escuetamente sobre algunos temas de legislación en su ensayo Crítica a los Programas de Gotta y Erfurt, lo que no daba pautas al momento de establecer un sistema legal socialista, usando mayormente teoría legal no marxista. Por esa razón aparecieron una serie de juristas que establecieron las pautas teóricas del nuevo sistema, destacándose entre ellos Piotr Stuchka, Evgueni Pasukanis y Andréi Vyshinski.
Entre los objetivos tenidos en cuenta por los juristas soviéticos se encontraba el eliminar el poder político que hubieran detentado las clases sociales que representaban el sistema zarista. Asimismo, se tuvo muy en cuenta el establecer normas que establecieran un sistema económico socialista a fin de progresar en el comunismo, y finalmente se veía al Derecho como un instrumento por el cual todos los ciudadanos debieran construir el sistema comunista.

## Estructura de los tribunales soviéticos
Una constante en la historia del derecho soviético fue el abandono del contradictorio, en el que el demandante y el demandado argumentan ante un juez neutral, inclinándose por acoger el principio inquisitivo, privilegiando la búsqueda de la verdad material por el tribunal. Así, los procedimientos ante los tribunales en la Unión Soviética contaban con un juez, un procurador (fiscal), un abogado de la defensa, y dos asesores populares, a los que se le permitía libre participación en el juicio. Los juicios mantienen los tecnicismos legales al mínimo;[cita requerida]
A pesar de que las normas procesales fueron cambiando en el tiempo, el proceso judicial soviético estaba fuertemente orientado al fin de establecer la verdad material de los hechos, antes que la verdad formal derivada de un sistema puramente contradictorio. Algunos aspectos de esos principios jurídicos soviéticos, fueron también receptados en algunos sistemas jurídicos de países capitalistas, sobre todo en lo referido al aumento de facultades instructoras para los jueces.
El derecho soviético consagra también el principio de igualdad ante la ley de todos los ciudadanos y la garantía de la doble instancia, según el cual el acusado puede apelar la sentencia a un tribunal superior si cree que la sentencia es injusta. Al igual que en el derecho occidental, el procurador (fiscal) también puede apelar, si considera que la sentencia ha sido injusta. La Ley soviética también garantiza al defendido el derecho legal de representación, y el derecho de ser juzgado en su lengua materna o el uso de un intérprete. También al igual que en la mayoría de los países occidentales, los juicios orales eran públicos, aunque excepcionalmente podían celebrarse a puertas cerradas si se encontraban afectados secretos del Estado.
[cita requerida]

## Constitución
Desde su fundación hasta su disolución la Unión Soviética rigieron cuatro constituciones:
- La Constitución de 1918, sancionada luego de la Revolución de Octubre. No se aplicó en principio a la Unión Soviética —todavía no existía— sino a la que luego sería uno de sus Estados parte más importante, la República Socialista Federativa Soviética de Rusia.
- La Constitución de 1924, sancionada luego del establecimiento de la URSS y que legitimaba su formación, además de reestructurar los órganos de gobierno. Fue la primera de naturaleza federal.
- La Constitución de 1936 o Constitución de Stalin, que supuso grandes cambios respecto a la anterior.
- La Constitución de 1977 o Constitución de Brézhnev, la última y más extensa de las cuatro.